# عبد السلام الدهشان
ممثل مصرى بدأ نشاطه الفني في منتصف السبعينيات وهو خريج المعهد العالي للفنون المسرحية، كانت بداياته من خلال التلفزيون حيث شارك في العديد من المسلسلات منها (دموع في عيون وقحة، تل العقارب)، قبل أن ينتقل للسينما ومن أبرز أعماله السينيمائية (نور العيون، عشش الترجمان).

## أعمال

### أفلام
| - جحود قلب : 2019 - خط الموت: 2019 - فيلم مش هندي:2017-رؤوف في الاربعينات - الشبكة:2017 - اللي اختشوا ماتوا:2016-دكتور أمراض النسا - قناة الدائري:2016 - شبكة اجرام:2015 - زمن أبو الدهب:2014 - يوم حار جدا:2014-إبراهيم - عزازيل ابن الشيطان:2014 | - المركب:2011 - طباخ الريس:2008-بسطاوي المواطن المزيف - رجال بلا ثمن:1993 - درب الجدعان:1992 - ليالى الصبر:1992-إبراهيم - درب البهلوان:1992-كرداوي - المساطيل:1991-ضابط المباحث - نور العيون:1991 | - الحب والرعب:1991-الطبيب - خميس يغزو القاهرة:1990-حسن - عشش الترجمان:1990 - حارة برجوان:1989 - الأب الثائر:1988 - كل هذا الحب:1988-محسن - الدنيا جرى فيها ايه:1988 - الرجل الصعيدي:1987 - عشماوي:1987-يوسف ضابط المباحث | - العبقري والحب:1987 - الفول صديقي:1985 - تل العقارب:1985-الضابط - الراجل اللي باع الشمس:1983 - أنا لا أكذب ولكني أتجمل:1981-استاذ الجامعه - عيون لا تنام:1981-الصنايعي الجديد - اليوم المشهود |

### مسلسلات
| - 30 يوم:2017-طبيب المصحة - ضيف شرف - ظل الرئيس:2017-مسئول بالحزب - الجماعة (ج2):2017 - الحرباية:2017 - عشم إبليس:2017 - سلسال الدم (ج4):2017-ضيف شرف - حجر جهنم:2017 - قضاة عظماء (ج1):2016 - مملكة يوسف المغربي:2016 - أزمة نسب:2016 - ليلة:2016 - نصيبي وقسمتك:2016 - ولاد السيدة:2015 - استيفا:2015 - حواري بوخاريست:2015 - أريد رجلا (ج2):2015 - أسرار:2015 - من الجاني؟:2015-سليم / ضيف ح9 - أريد رجلًا:2015 - نهار خارجي:2015-سليم - الخطيئة:2014-محمود المنشاوي - مكان في القصر:2014-عادل - الدجال:2014 - إمبراطورية مين:2014 - أنا عشقت:2014 - قلوب:2014-والد جان - آدم وجميلة:2013-د. رمزي - موجة حارة:2013 - تحت الأرض:2013 - نكدب لو قلنا ما بنحبش:2013 - فيرتيجو:2012-صاحب التاكسي - فندق رايق:2012 - بالأمر المباشر:2012 - طرف ثالث:2012 - أم الصابرين:2012 - ربيع الغضب:2012 | - البحر والعطشانة:2012 - على كف عفريت:2012 - سيدنا السيد:2012 - النار والطين:2012 - قضية معالي الوزيرة:2012 - الصفعة:2012 - إبن موت:2012 - مشرفة .. رجل من هذا الزمان:2011-سكرتير عام وزارة المعارف - مكتوب على الجبين:2011 - الدالي (ج3):2011 - خاتم سليمان:2011 - المواطن اكس:2011 - بالشمع الأحمر:2010 - منتهى العشق:2010 - السائرون نياما:2010 - سي عمر وليلى أفندي:2010 - ملكة في المنفى:2010 - موعد مع الوحوش:2010 - سنوات الحب والملح:2010 - اغتيال شمس:2010 - زيزو 900:2009 - متخافوش:2009 - أفراح إبليس:2009 - شطحات نسائية:2009 - ياسين في مستشفي المجانين:2009 - البوابة الثانية:2009 - الوديعة والذئاب:2009 - الرحايا حجر القلوب:2009 - ليل الثعالب:2008 - علي مبارك:2008 - طريق الخوف:2008 - نسيم الروح:2008 - قصة الأمس:2008-الدكتور - كلمة حق:2008 - العارف بالله الامام عبدالحليم محمود:2008 - الهاربة (ج1):2008 | - شرف فتح الباب:2008-محمود عبد الفتاح - بنت من الزمن ده:2008 - أحلامك أوامر:2007-والدة غادة - الإمام الشافعي:2007-راشد - قضية رأي عام:2007 - إمرأة في شق الثعبان:2007 - حياتي أنت:2006 - مباراة زوجية:2006 - قضية نسب:2006 - على باب مصر:2006-جلال الدين منكبرتي - مطعم تشي توتو (المطعم):2006-بهجت - الإمام المراغي:2006 - دوائر الشك:2005 - أماكن في القلب:2005 - ينابيع العشق:2005 - الإمام النسائي:2004 - مصر الجديدة:2004-لورد كرومر - فارس الرومانسية:2003 - حد السكين:2003 - البنات:2003 - رجل الأقدار:2003-القيصر هيرقل - لدواعي أمنية:2002 - طيور الشمس:2002 - أوراق مصرية (ج2، 3):2002، 2004 - قاسم أمين:2002 - العصيان (ج1):2002 - البحار مندي:2002-خوان - ملكة من الجنوب:2001 - ضبط وإحضار:2001-د. يوسف - الفرار من الحب:2000 - العائلة والناس:2000 - الذئب:1999 - هو وغيره:1999 - الرجل الآخر:1999 - نسر الشرق (ج1):1999 - الوزير الشاعر:1998 | - الأبطال (ج2):1998 - عصر الأئمة:1998-تيودور خادم سييسيليا - اليقين:1990-ضيف الحلقات - رحلة فطوطة السحرية:1989 - الكهف و الوهم والحب:1989 - فتى الأندلس:1989 - اللقاء الثاني:1988 - رأفت الهجان (ج1):1988-ضابط مخابرات مصري - تزوج وابتسم للحياة:1988 - بنات الأصول:1988 - البشاير:1987 - رحمه:1987-الطبيب - الطبري:1987 - رفاعة الطهطاوي:1987 - سفر الأحلام:1986 - وكسبنا القضية:1986 - الصعود إلى القمة:1985-دري - دوامة الحياة:1985 - غداَ تتفتح الزهور:1984 - زهرة والمجهول:1984 - دعوني أعيش:1984 - أهلًا أهلًا بالسكان:1984 - أصابع الزمن:1982-طارق (كبيراً) - محمد رسول الله (ج3، 5):1982، 1985 - الكعبة المشرفة:1981 - الإمام مالك:1980 - دموع في عيون وقحة:1980 - عيون:1980-ممثل الإدعاء - حبشي في الهواء الطلق - مجالس العرب - يوميات نجاتي المسحراتي - دع كل شيء لشلبي - وتبقى الأرض دائما - بلاد السعادة - من دعاة الخير - عفوا هذا حقي |

| \| - السيد ملطشه:2014 - جحا وحماره:2012 - على فين يا بلد:2012 - عطيل:2005 - ملك الأمراء:1999 - مع خالص تحياتي:1980-حسين - عريس بالكريمة:1980-عصمت - جحا يحكم المدينة:الضابط - اللعيبة أهمه - عودة الغائب - الكوماندا \| | - فيلم قصير-تمثيلية - مسلسل اذاعي-سر أناليا - فوازير-المهنة دي ايه - سهرة تليفزيونية-أمانتك مهر لأبنتي - مسلسل اذاعي-الرسول الأعظم - سهرة تليفزيونية-ذكاء شرطي - مسلسل اذاعي-العصافير - سهرة تليفزيونية-الرماد - سهرة تليفزيونية-معركة جواز - سهرة تليفزيونية-فكرة خاطئة - فيديو كليب-اوبريت أنت حاميها - سهرة تليفزيونية-الإمام العادل عمر بن عبد العزيز |
| - السيد ملطشه:2014 - جحا وحماره:2012 - على فين يا بلد:2012 - عطيل:2005 - ملك الأمراء:1999 - مع خالص تحياتي:1980-حسين - عريس بالكريمة:1980-عصمت - جحا يحكم المدينة:الضابط - اللعيبة أهمه - عودة الغائب - الكوماندا       | |

## روابط خارجية
- عبد السلام الدهشان على موقع الدهليز
- عبد السلام الدهشان على موقع قاعدة بيانات الأفلام العربية